# Kuwait i olympiska sommarspelen 2008
Kuwait i olympiska sommarspelen 2008 bestod av idrottare som blivit uttagna av Kuwaits olympiska kommitté.

## Bordtennis
- Huvudartikel: Bordtennis vid olympiska sommarspelen 2008
- Singel, herrar

| Idrottare        | Gren   | Grundomgång               | Omgång 1             | Omgång 2             | Omgång 3             | Omgång 4             | Kvartsfinal          | Semifinal            | Final                |
| Idrottare        | Gren   | Motståndare Resultat      | Motståndare Resultat | Motståndare Resultat | Motståndare Resultat | Motståndare Resultat | Motståndare Resultat | Motståndare Resultat | Motståndare Resultat |
| ---------------- | ------ | ------------------------- | -------------------- | -------------------- | -------------------- | -------------------- | -------------------- | -------------------- | -------------------- |
| Ibrahim Al-Hasan | Singel | Kim Hyok Bong (KOR) F 2-4 |                      |                      |                      |                      |                      |                      |                      |

## Friidrott
- Huvudartikel: Friidrott vid olympiska sommarspelen 2008

Förkortningar
- Noteringar – Placeringarna avser endast löparens eget heat
- Q = Kvalificerad till nästa omgång
- q = Kvalificerade sig till nästa omgång som den snabbaste idrottaren eller, i fältgrenarna, via placering utan att uppnå kvalgränsen.
- NR = Nationellt rekord
- N/A = Omgången ingick inte i grenen
- Bye = Idrottaren behövde inte delta i denna omgång

Herrar
Bana och landsväg
| Idrottare         | Gren  | Heat     | Heat      | Semifinal | Semifinal | Final            | Final            |
| Idrottare         | Gren  | Resultat | Placering | Resultat  | Placering | Resultat         | Placering        |
| ----------------- | ----- | -------- | --------- | --------- | --------- | ---------------- | ---------------- |
| Mohammad Al-Azemi | 800 m | 1:46.94  | 1 Q       | 1:47.65   | 8         | Gick inte vidare | Gick inte vidare |

Damer
Fältgrenar
| Idrottare      | Gren          | Kval  | Kval      | Final            | Final            |
| Idrottare      | Gren          | Längd | Placering | Längd            | Placering        |
| -------------- | ------------- | ----- | --------- | ---------------- | ---------------- |
| Ali Al-Zinkawi | Släggkastning | 73.62 | 20        | Gick inte vidare | Gick inte vidare |

## Judo
Herrar
| Idrottare      | Gren                    | Inledande omgång            | Sextondelsfinal      | Åttondelsfinal       | Kvartsfinal          | Semifinal               | Återkval 1           | Återkval 2           | Återkval 3           | Final / BM           | Final / BM |
| Idrottare      | Gren                    | Motståndare Resultat        | Motståndare Resultat | Motståndare Resultat | Motståndare Resultat | Motståndare Resultat    | Motståndare Resultat | Motståndare Resultat | Motståndare Resultat | Motståndare Resultat | Placering  |
| -------------- | ----------------------- | --------------------------- | -------------------- | -------------------- | -------------------- | ----------------------- | -------------------- | -------------------- | -------------------- | -------------------- | ---------- |
| Talal Al-Enezi | Halv tungvikt (-100 kg) | Zjitkejev (KAZ) L 0000–1110 | Gick inte vidare     | Gick inte vidare     | Gick inte vidare     | Mekić (BIH) L 0001–1100 | Gick inte vidare     | Gick inte vidare     | Gick inte vidare     | Gick inte vidare     |            |

## Simning
- Huvudartikel: Simning vid olympiska sommarspelen 2008

## Skytte
- Huvudartikel: Skytte vid olympiska sommarspelen 2008